# Kościół Niepokalanego Poczęcia Najświętszej Maryi Panny w Kisielinie
Kościół Niepokalanego Poczęcia Najświętszej Maryi Panny w Kisielinie – nieczynny barokowy rzymskokatolicki kościół w Kisielinie na Ukrainie, wzniesiony do 1720, zdewastowany po II wojnie światowej. Miejsce zbrodni UPA na polskich mieszkańcach Kisielina 11 lipca 1943.

## Historia

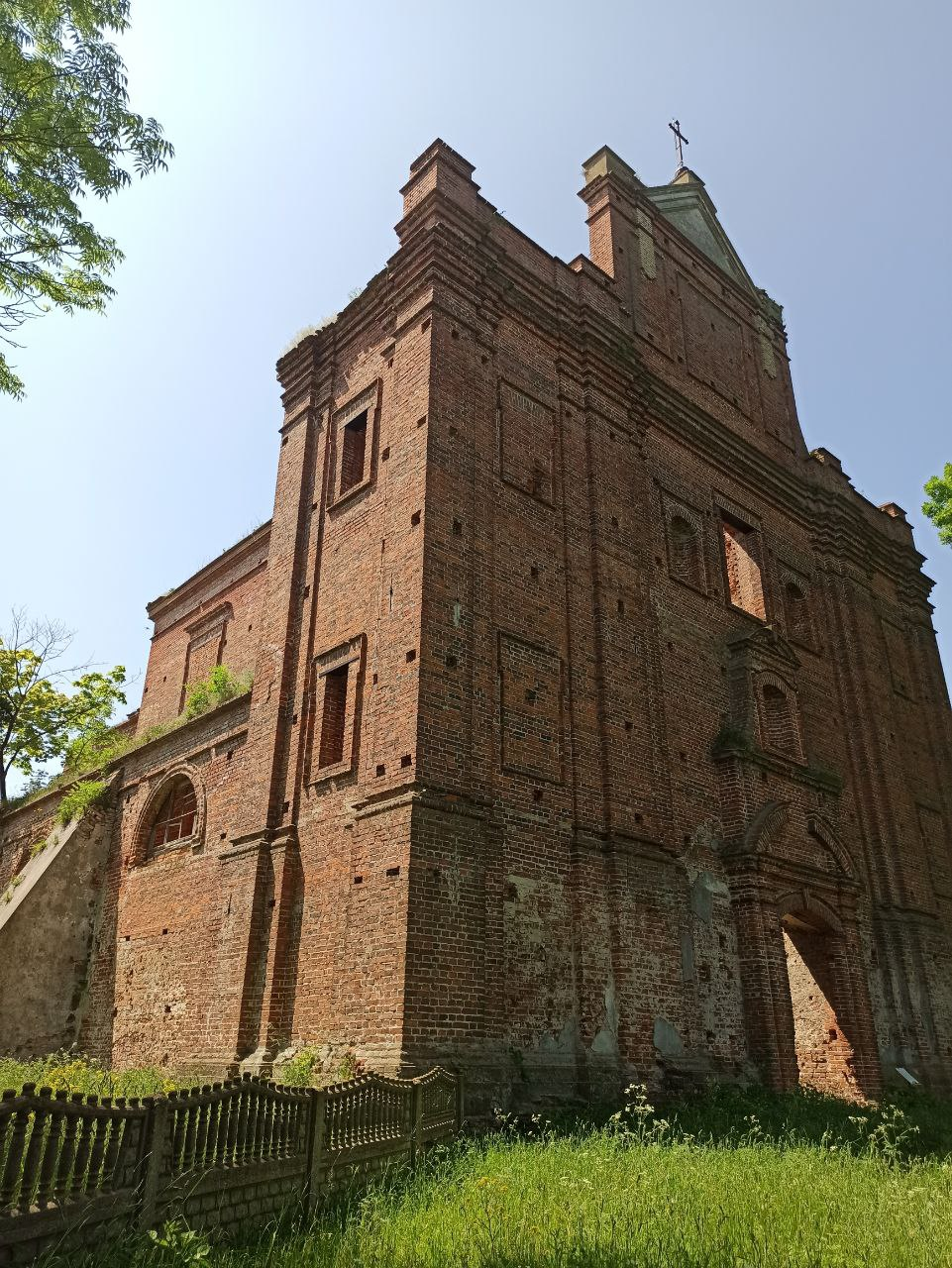
Fasada kościoła

Kościół został wzniesiony na przełomie XVII i XVIII w. z fundacji Marianny i Abrahama Głuchowskich, na miejscu starszej katolickiej świątyni (dawnego zboru braci polskich). Kościół był częścią kompleksu klasztoru karmelitów trzewiczkowych. W rękach zakonników pozostawał do 1832, gdy klasztor został skasowany decyzją władz carskich. Kościół stał się świątynią parafialną. W czasie I wojny światowej kościół ucierpiał wskutek rosyjskiego ostrzału artyleryjskiego. Po zakończeniu działań wojennych podjęto jego odbudowę, jednak nie została ona nigdy ukończona.
11 lipca 1943 kościół został zaatakowany przez oddział UPA. Napastnicy otoczyli obiekt w czasie niedzielnej mszy świętej, a następnie rozstrzelali w nawie głównej świątyni zgromadzonych w niej Polaków. Część wiernych zdołała dostać się do murowanej plebanii i tam obronić się przed upowcami. Zginęło ok. 90 osób.
Po 1945, gdy Kisielin znalazł się w granicach ZSRR, zniszczona świątynia została zaadaptowana na międlarnię lnu i konopi, zdjęto z niej blaszany dach. Ostatecznie kościół popadł w ruinę wskutek kolejnego pożaru. Przetrwały ściany zewnętrzne obiektu, na nich nieliczne elementy zdobnicze.

## Galeria

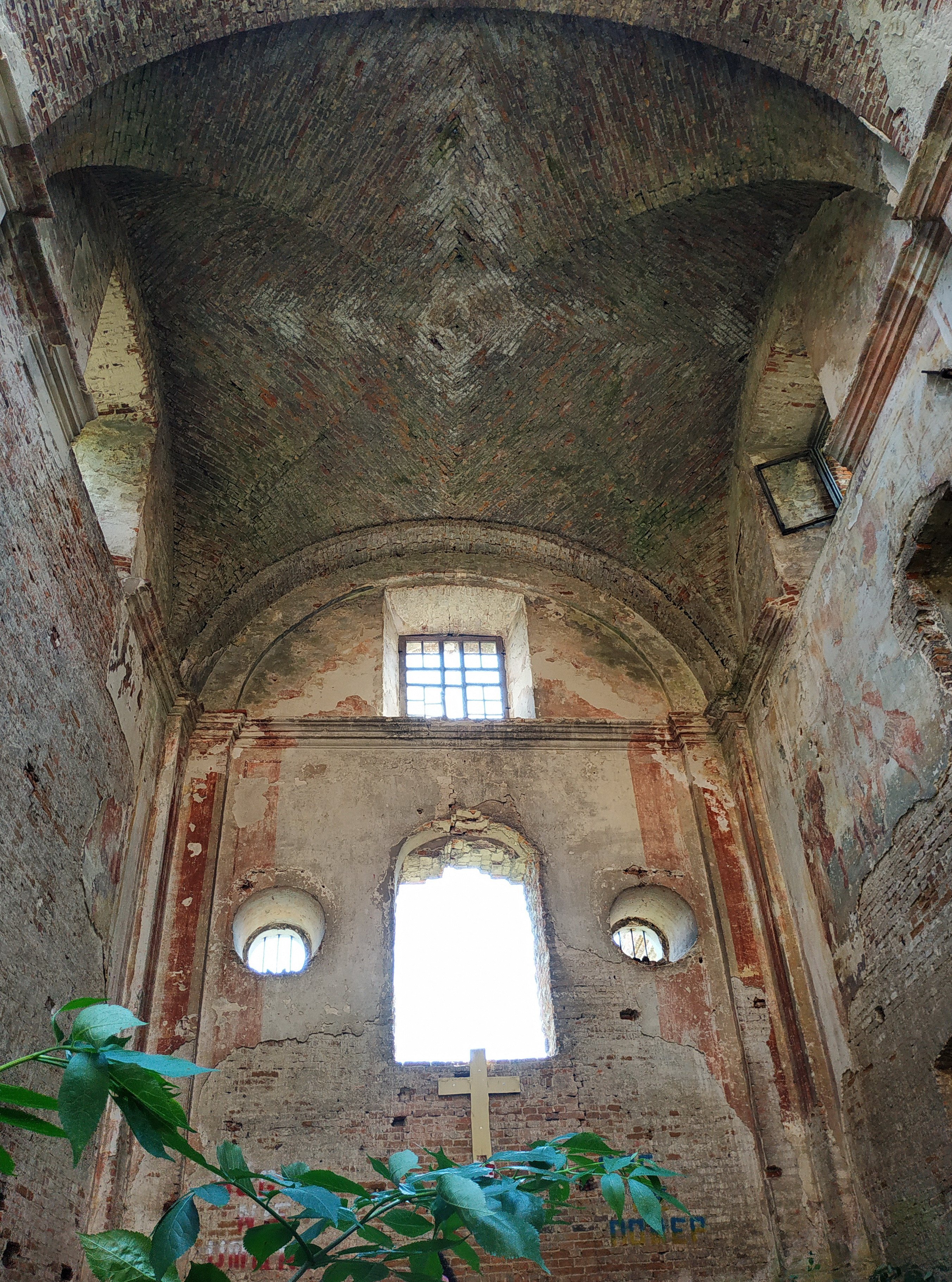
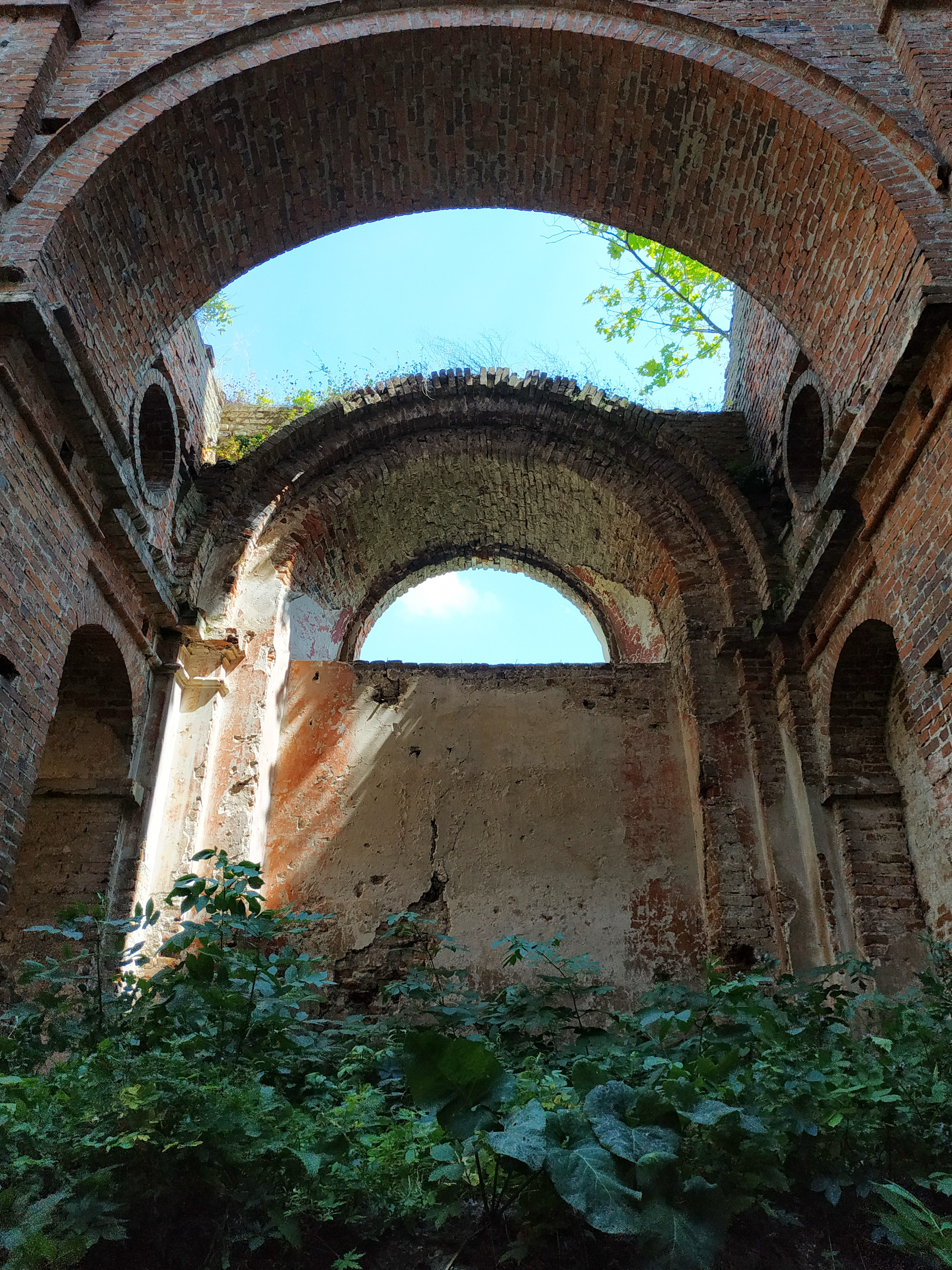
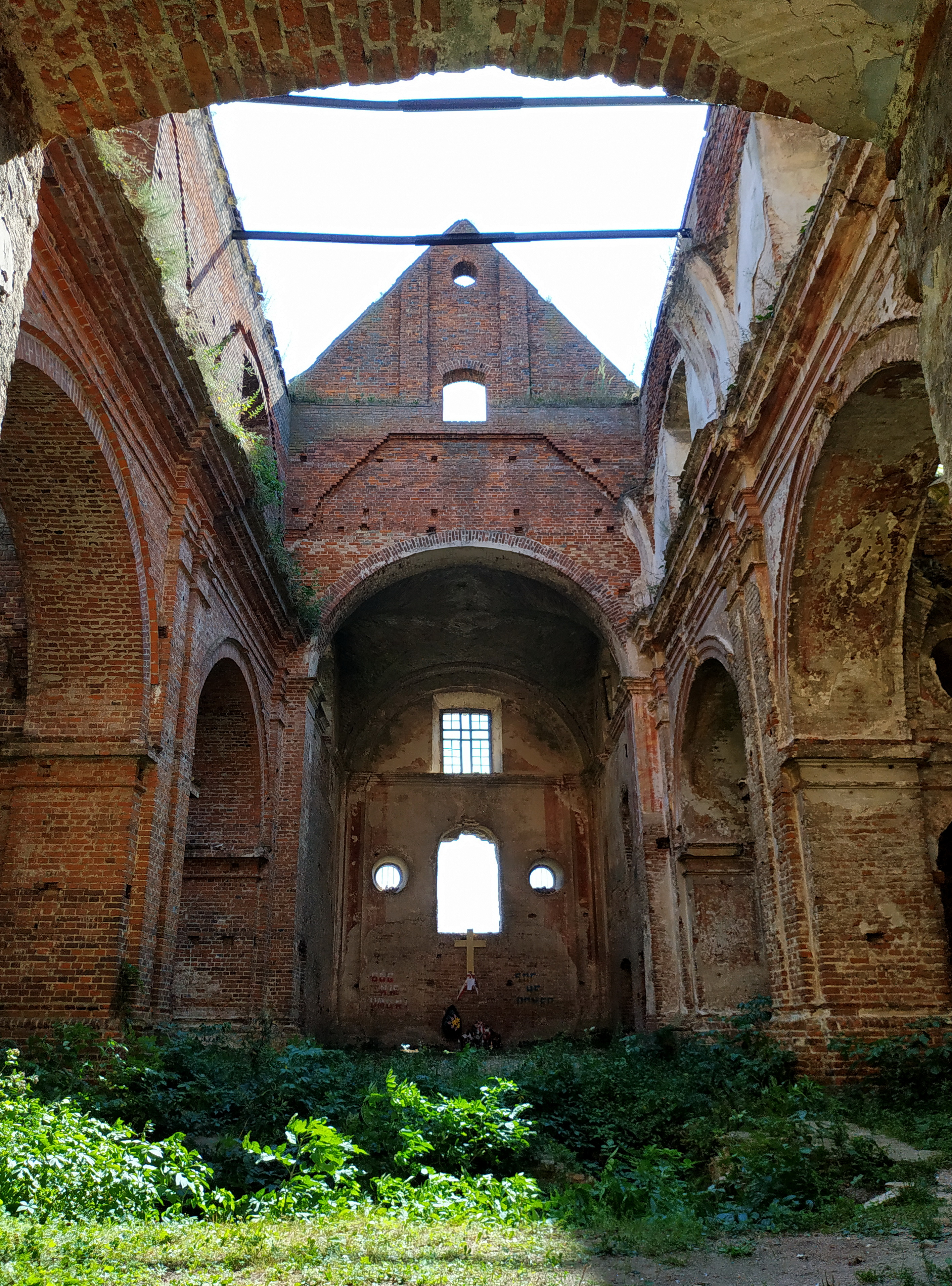
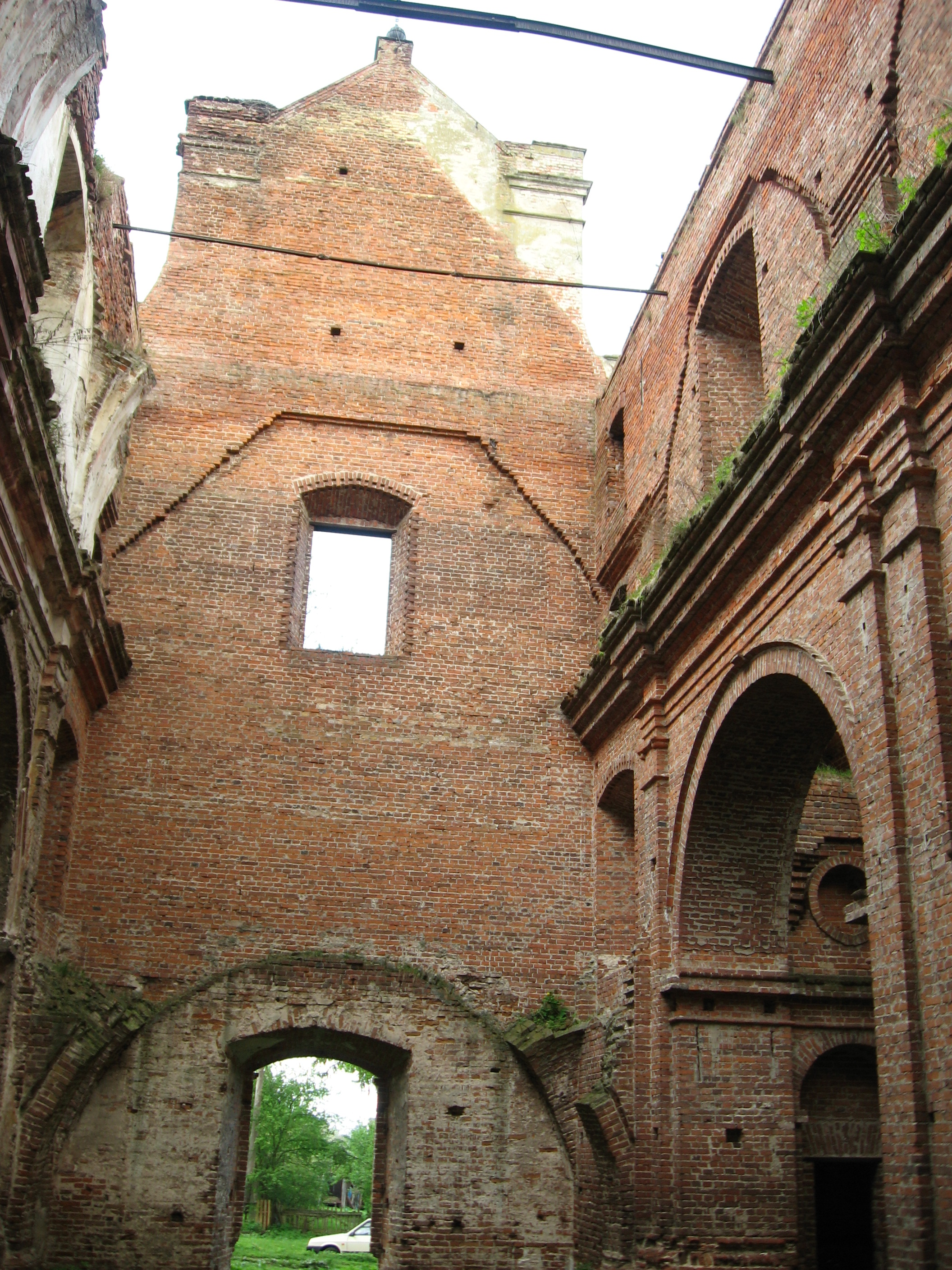